# Gran Premi del Canadà del 1997
Resultats del Gran Premi del Canadà de Fórmula 1 de la temporada 1997, disputat al circuit urbà de Gilles Villeneuve a Mont-real el 15 de juny del 1997.

## Resultats de la cursa
| Pos | No | Pilot                 | Equip                 | Voltes | Temps/ Retir. | Pos. de sort. | Punts |
| --- | -- | --------------------- | --------------------- | ------ | ------------- | ------------- | ----- |
| 1   | 5  | Michael Schumacher    | Ferrari               | 54     | 1h 17' 41. 3  | 1             | 10    |
| 2   | 7  | Jean Alesi            | Benetton - Renault    | 54     | + 2.565 s     | 8             | 6     |
| 3   | 12 | Giancarlo Fisichella  | Jordan - Peugeot      | 54     | + 3.219 s     | 8             | 4     |
| 4   | 4  | Heinz-Harald Frentzen | Williams - Renault    | 54     | + 3.768 s     | 4             | 3     |
| 5   | 16 | Johnny Herbert        | Sauber - Petronas     | 54     | + 4.716 s     | 13            | 2     |
| 6   | 15 | Shinji Nakano         | Prost - Mugen - Honda | 54     | + 36.701 s    | 19            | 1     |
| 7   | 10 | David Coulthard       | McLaren - Mercedes    | 54     | + 37.753 s    | 5             |       |
| 8   | 2  | Pedro Diniz           | Arrows - Yamaha       | 53     | + 1 Volta     | 16            |       |
| 9   | 1  | Damon Hill            | Arrows - Yamaha       | 53     | + 1 Volta     | 15            |       |
| 10  | 17 | Gianni Morbidelli     | Sauber - Petronas     | 53     | + 1 Volta     | 18            |       |
| 11  | 14 | Olivier Panis         | Prost - Mugen - Honda | 51     | Virolla       | 10            |       |
| Ret | 19 | Mika Salo             | Tyrrell - Ford        | 46     | Motor         | 17            |       |
| Ret | 18 | Jos Verstappen        | Tyrrell - Ford        | 42     | Caixa canvi   | 14            |       |
| Ret | 8  | Alexander Wurz        | Benetton - Renault    | 35     | Transmissió   | 11            |       |
| Ret | 22 | Rubens Barrichello    | Stewart - Ford        | 33     | Caixa canvi   | 3             |       |
| Ret | 21 | Jarno Trulli          | Minardi - Hart        | 32     | Motor         | 20            |       |
| Ret | 11 | Ralf Schumacher       | Jordan - Peugeot      | 14     | Accident      | 7             |       |
| Ret | 20 | Ukyo Katayama         | Minardi - Hart        | 5      | Virolla       | 22            |       |
| Ret | 3  | Jacques Villeneuve    | Williams - Renault    | 1      | Accident      | 2             |       |
| Ret | 9  | Mika Häkkinen         | McLaren - Mercedes    | 0      | Motor         | 9             |       |
| Ret | 6  | Eddie Irvine          | Ferrari               | 0      | Accident      | 12            |       |
| Ret | 23 | Jan Magnussen         | Stewart - Ford        | 0      | Virolla       | 21            |       |

## Altres
- Pole: Michael Schumacher 1' 18. 095
- Volta ràpida: David Coulthard 1' 19. 635 (a la volta 35)